# Військова служба

- Зелений: Немає збройних сил
- Блакитний: Немає військової повинності
- Пурпурний: Є військова повинність, але залучають до неї менше ніж 20 % всієї вікової групи
- Помаранчевий: Військову повинність планують скасувати в найближчі три роки
- Червоний: Є військова повинність
- Сірий: Немає інформації

Військо́ва слу́жба — державна служба особливого характеру, яка полягає в професійній діяльності придатних до неї за станом здоров'я та віком громадян країн, пов'язаній із захистом своєї Батьківщини. Порядок проходження військової служби, права та обов'язки військовослужбовців визначаються відповідними законами держав та певними положеннями про проходження військової служби, які затверджуються верховною владою країни та іншими нормативно-правовими актами.

## Християнський погляд на військову службу
Ідеї християнської доктрини справедливої війни є в міжнародному праві та лягли в основу наукової теорії. Американський політолог Майкл Волцер у книзі «Справедливі і несправедливі війни» систематизував принципи справедливої війни. Розподіливши їх на дві групи:jus ad bellum (умови за яких війна може бути розпочата) і jus in bellum (прийнятні способи ведення війни)..
Справедлива війна – це проміжна позиція між крайніми постулатами пацифізму і мілітаризму. Перший – утопічний; другий – антихристиянський. Християнство намагається мінімалізувати зло а і приймає виклики складної реальності. Християни надіються на світ без гріха і насилля, обіцяний у Священному Писанні, який настане після другого пришестя Ісуса Христа